# PRODEL
Die Empresa Pública de Produção de Electricidade — Empresa Pública (EP) (portugiesisch für: Öffentliches Unternehmen zur Produktion von Elektrizität, Staatsunternehmen), kurz PRODEL, ist das staatliche Unternehmen Angolas für die Energieversorgung des Landes. Es untersteht dem Ministério da Energia e Águas, dem angolanischen Ministerium für Energie und Wasser.
Es trat 2014 die Nachfolge des bisherigen staatlichen Stromversorgers Empresa Nacional de Electricidade de Angola (ENE) an.
Das Staatsunternehmen betreibt sämtliche Kraftwerke in Angola.
Es vertritt Angola im Southern African Power Pool, dem gemeinsamen Strommarkt des Südlichen Afrikas.

## Geschichte

Tests an einem Planmodell des Mabuba-Wasserkraftwerks, frühe 1950er Jahre, noch unter portugiesischer Kolonialverwaltung

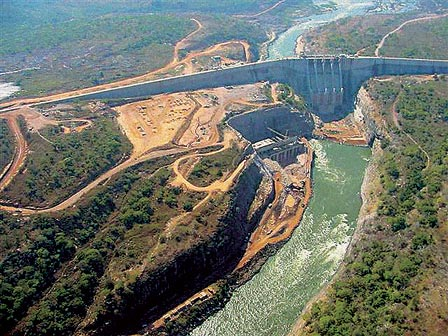
Der Bau der Talsperre Capanda 1982 war das erste große Strom-Infrastrukturprojekt des unabhängigen Angolas. Das Wasserkraftwerk wird heute von PRODEL betrieben.

Stromproduktion in Angola (1980–2018), nach Menge und nach Herkunft. Auch PRODEL verfolgt den Umbau des heimischen Strommarktes und die Steigerung Erneuerbarer Energien.

In Angola, das seit der Ankunft der Portugiesen als erste Europäer hier im 15. Jahrhundert portugiesische Kolonie war, wurde Strom bis 1929 von privat und ohne staatliche Regulierung oder Kontrolle produziert. Im Jahr 1929 erfasste und regulierte die portugiesische Regierung über ihre Kolonialverwaltung die insgesamt 39 legalisierten und nicht legalisierten Stromerzeuger in Angola. Neben kleinen privaten und kommunalen Erzeugern dominierten Privatgesellschaften den Markt. Im Norden und mittleren Angola (Luanda, Kwanza Sul, Kwanza-Norte, Malanje und Benguela) war die Sociedade Angolana de Empreendimentos para o Fornecimento de Energia Eléctrica (SONEFE) die wichtigste Stromgesellschaft, in Zentral-Angola (Benguela, Huambo, Bié) beherrschte die  Empresa Hidroeléctrica do Alto Catumbela (HEAC) mit den Wasserkraftwerken am Kunene den Markt, die Companhia Eléctrica do Lobito e Benguela (CELB) versorgte den lokalen Markt um Lobito und Benguela, die Diamantengesellschaft Diamang fungierte in ihrem Wirkungskreis im Nordosten (Lunda Sul und Lunda Norte) als Stromversorger, ebenso die Eisenbahngesellschaft Companhia Ferroviária de Benguela in ihrem regionalen Tätigkeitsgebiet im mittleren Angola (Huambo und Moxico). Lediglich mit der Junta Provincial de Electrificação de Angola (JPEA) war eine staatliche Stromgesellschaft in Angola aktiv, zum einen ganz im Norden in der Exklave Cabinda und zum anderen in südöstlichen, mittleren und südlichen Gebieten Angolas (Huila, Bié, Moçâmedes und Moxico). Sie stand für etwa 20 % des angolanischen Strommarktes.
Nach der Unabhängigkeit Angolas (1975) verstaatlichte die marxistische Regierung der Einheitspartei MPLA den Stromsektor 1980. Fortan kümmerte sich der staatliche Stromversorger Empresa Nacional de Electricidade (ENE) um Produktion, Transport und Vertrieb elektrischer Energie in den damals 18 Provinzen des Landes, die Empresa Distribuidora de Electricidade de Luanda (EDEL) übernahm diese Aufgabe für die Hauptstadt Luanda, und das GAMEK (Gabinete de Aproveitamento do Médio Kwanza) widmete sich seit der Fertigstellung der Talsperre Capanda 1982 dem Ausbau und Betrieb der Stromverteilung.
Nach der Wiederinbetriebnahme alter und Aufnahme neuer Stromproduktionsstätten zwischen 1990 und 2000, und der ersten Zulassung privater Beteiligungen ab 1996 legte nach 2002 dann das neue Gesetz Lei da delimitação dos Sectores de Actividades Económicas (ein Gesetz zur Öffnung vieler Wirtschaftsbereiche des Landes für privates Kapital) für den Bereich des Strommarktes die Möglichkeit für öffentliche wie private Unternehmen fest, sich in Produktion, Transport und Vertrieb elektrischer Energie im Land zu engagieren, in dem sie staatlich ausgeschriebene Konzessionen oder Lizenzen erwerben.
Nach dem Ende des angolanischen Bürgerkriegs 2002 und der einsetzenden wirtschaftlichen Erholung, befeuert auch durch den hohen Ölpreis, nahm der Stromverbrauch zu, und die Regierung widmete sich dem Wiederaufbau und Ausbau der in weiten Teilen des Landes prekären Elektrizitätsversorgung. In dem Zusammenhang erfolgte 2014 eine umfassende Neuorganisation des Strommarktes Angolas.
Mit dem Dekret Nr. 305/14 vom 20. November 2014 gingen ENE und GAMEK in dem neuen staatlichen Stromversorgungsunternehmen PRODEL auf, zudem wurden die beiden staatlichen Unternehmen Rede Nacional de Transporte de Electricidade (RNT, Stromnetzbetreiber) und Empresa Nacional de Distribuição de Electricidade (ENDE, Vertrieb und Verkauf) neu gegründet.
Angola und sein Nachbarland Namibia streben die Wiederaufnahme früherer Ideen für gemeinsame Infrastrukturprojekte auch im Bereich Stromversorgung an, und PRODEL spielt naturgemäß eine maßgebliche Rolle für die angolanische Seite dabei. Im November 2024 unterzeichneten beide Seiten ein Abkommen zur gemeinsamen Errichtung des Baynes-Wasserkraftwerks, das schon Teil des bereits aus Kolonialzeiten stammenden Kunene-Projektes war und ein wesentlicher Bestandteil des angestrebten Aus- und Aufbaus der regionalen Stromversorgung ist. PRODEL und RNT auf angolanischer Seite und der staatliche Elektrizitätsversorger Nampower auf namibischer Seite tragen das mit 1,512 Mrd. US-Dollar veranschlagte Projekt. Beide Seiten treffen sich regelmäßig zur weiteren Koordinierung auch des gemeinsamen Strommarktes.